# メインライン・モデラー
メインライン・モデラー(英語：Mainline Modeler)とはかつてハンドマン・パブリッシングから刊行されていた鉄道模型の雑誌である。

## 概要
メインライン（幹線）を扱った鉄道模型誌で毎号、機関車や貨車の3面図が掲載されていた。資料性が高く、愛好家の間では重宝されていたが発行部数の低迷により休刊になり、やがて出版社自体も廃業した。廃業前には雑誌の出版権が売りに出されていたという情報もある。（日本でも珍しくはないが、アメリカでは雑誌の出版元が替わる事はよくある。）毎号、幹線に関する実物の歴史や鉄道沿線の特徴に関して掲載されていた。他の鉄道模型誌がやや懐古趣味に偏っているのに対して、比較的新しい分野の記事が多かった。